# Будрицкий, Рудольф Отто фон
Рудольф Отто фон Будрицкий (нем. Rudolph Otto von Budritzki; 17 октября 1812, Трир — 15 февраля 1876, Берлин) — прусский генерал от инфантерии, герой сражения при Ле-Бурже.
Родился 17 октября 1812 года в Трире. Образование получил в Потсдамском кадетском корпусе, из которого выпущен 13 августа 1830 года в гвардейский гренадерский полк. С 1840 года был батальонным адъютантом и в 1844 году назначен первым полковым адъютантом.
Во время революции 1848 года в Берлине, будучи в чине капитана стрелкового батальона, Будрицкий принимал участие в уличных боях. Затем он участвовал в Шлезвигской войне. 14 декабря 1848 года за отличие в боях произведён в капитаны. В 1849 году он был назначен командиром роты и отличился при подавлении восстания в Дрездене.
Произведённый в мае 1856 года в майоры, Будрицкий в 1860 году получил чин подполковника, а следующем году назначен командующим герцога Саксен-Кобург-Готского полка.
В 1864 году Будрицкий вернулся в гвардию в качестве командира гренадерского № 4 королевы Августы полка. В этом качестве он участвовал в новой войне против Дании.
В 1865 году он возглавил гренадерский № 1 императора Александра II полк, в котором он начинал свою службу.
Во время австро-прусской войны 1866 года, Будрицкий был произведён в генерал-майоры и назначен командующим 3-й гвардейской пехотной бригады. Отличился в сражении при Кёниггреце.
В кампании 1870 года против Франции, Будрицкий был уже генерал-лейтенантом и командовал 2-й гвардейской пехотной дивизией. Отличился в сражениях при Гравелоте и под Седаном. 30 октября 1870 года он успешно контратаковал французов в битве при Ле-Бурже. В этом бою он лично нёс флаг 2-го гвардейского батальона. За своё блестящее руководство войсками в этом бою он был на следующий день награждён орденом Pour le Mérite.
По окончании войны Будрицкий являлся членом комиссии по рассмотрению Военно-уголовного кодекса. 28 октября 1875 года он вышел в отставку с производством в чин генерала от инфантерии.
Скончался 15 февраля 1876 года в Берлине.